# El Mundo Cómico
El mundo cómico, fou un setmanari satiric publicat entre el 3 de novembre 1872 i el 25 de març del  1876.

## Història
El mundo cómico, amb el subtítol  "semanario humorístico ilustrado"  fou fundada el 1872 per Josep Lluís Pellicer, com a director artístic  i Manuel Matoses, com a director literari. De periodicitat setmanal, tenia caràcter principalment satíric i va ser publicada a Madrid entre octubre de 1872 i 1876, coincidint amb el Sexenni Democràtic (1868-74), moment en què la llibertat de premsa va permetre aquesta mena de publicacions. El setmanari gràfic, d'unes vuit pàgines, va deixar de publicar-se entre novembre i desembre de 1875 i va canviar freqüentment d'impremta en aquells anys. Destaca per ser una de les primers a l'estat espanyol a publicar pagines de còmic: Por un coracero de Josep Lluís Pellicer i Al buen pagador de Francisco Cubas.